# Live in Amsterdam (album Toto)
25th Anniversary: Live in Amsterdam – koncertowy album amerykańskiego zespołu rockowego Toto, zarejestrowany 29 maja  2003 z w Amsterdamie z okazji 25 rocznicy działalności zespołu, a wydany 7 października 2003. Ukazał się zarówno na CD, DVD i Blu-ray.

## Lista utworów
| #  | Tytuł                          | Kompozytorzy                                                                           | Czas |
| -- | ------------------------------ | -------------------------------------------------------------------------------------- | ---- |
| 1  | "Girl Goodbye"                 | David Paich                                                                            | 3:43 |
| 2  | "Goodbye Elenore"              | David Paich                                                                            | 1:53 |
| 3  | "Child's Anthem"               | David Paich                                                                            | 0:56 |
| 4  | "I'll Supply the Love"         | David Paich                                                                            | 1:20 |
| 5  | "Gift With A Golden Gun"       | David Paich, Bobby Kimball                                                             | 4:48 |
| 6  | "While My Guitar Gently Weeps" | George Harrison                                                                        | 5:44 |
| 7  | "Bodhisattva"                  | Walter Becker, Donald Fagen                                                            | 4:54 |
| 8  | "Africa"                       | David Paich                                                                            | 7:08 |
| 9  | "Waiting For Your Love"        | David Paich, Bobby Kimball                                                             | 6:29 |
| 10 | "Georgy Porgy"                 | David Paich                                                                            | 2:12 |
| 11 | "Lion"                         | David Paich, Bobby Kimball                                                             | 2:12 |
| 12 | "Hydra"                        | Steve Lukather, David Paich, Jeff Porcaro, Bobby Kimball, Steve Porcaro, David Hungate | 1:21 |
| 13 | "English Eyes"                 | David Paich, Jeff Porcaro, Bobby Kimball, Steve Porcaro                                | 2:22 |
| 14 | "Till the End"                 | David Paich, Joseph Williams                                                           | 0:41 |
| 15 | "I Won't Hold You Back"        | Steve Lukather                                                                         | 5:26 |
| 16 | "Rosanna"                      | David Paich                                                                            | 8:45 |
| 17 | "Afraid of Love"               | Steve Lukather, David Paich, Jeff Porcaro                                              | 4:41 |
| 18 | "Hold the Line"                | David Paich                                                                            | 4:40 |
| 19 | "Home of the Brave"            | Steve Lukather, David Paich, Joseph Williams, Jimmy Webb                               | 8:11 |

## Skład
- Bobby Kimball – śpiew, chórki
- Steve Lukather – gitary, instrumenty klawiszowe, śpiew, chórki
- Mike Porcaro – gitara basowa
- David Paich – instrumenty klawiszowe, śpiew, chórki
- Simon Phillips – perkusja, instrumenty perkusyjne

Gościnnie
- John Jessel – instrumenty klawiszowe, chórki
- Tony Spinner – gitary, chórki